# IC 3088
IC 3088 је појединачна звијезда у сазвјежђу Дјевица која се налази на листи објеката дубоког неба у Индекс каталогу.
Деклинација објекта је + 9° 27' 35" а ректасцензија 12h 16m 28,4s.